# اشغال سوسنگرد
اشغال سوسنگرد (۶ مهر ۱۳۵۹) اشاره به ورود نیروهای ارتش عراق به سوسنگرد و اشغال این شهر در هشتمین روز جنگ ایران و عراق دارد.

## دربارهٔ سوسنگرد
سوسنگرد یکی از شهرهای استان خوزستان و مرکز شهرستان دشت آزادگان است. در زمان حملهٔ عراق جمعیت این شهر حدود ۱۵ هزار نفر متشکل از مردم عرب شیعه بود. این شهر در ۳۱ کیلومتری بستان، ۶۰ کیلومتری شمال غربی اهواز قرار دارد و رودخانه کرخه از میان آن می‌گذرد. منطقه‌ای که سوسنگرد در آن قرار داشت جبهه میانی خوزستان شامل حمیدیه، سوسنگرد و بستان بود که نیروهای عراق با کنترل آن می‌توانستند به جاده اصلی این مسیر دست پیدا کنند.

## عملیات نظامی عراق
لشکر ۹ زرهی ارتش عراق به عنوان مسئول حمله و اشغال سوسنگرد تعیین شده بود. این لشکر با عبور از تنگه چذابه و با شکستن مقاومت نیروهای ایران به طرف بستان پیشروی نمود و پس از استقرار در اطراف بستان به سمت سوسنگرد حرکت خود را آغاز کرد. بخش دیگری از نیروهای عراق نیز از محور کوشک طلائیه به سمت جادهٔ سوسنگرد حمیدیه پیشروی کرده و با عبور از رودخانه کرخه در ۴ مهر ۱۳۵۹ در اطراف سوسنگرد مستقر شدند. تانک‌های عراق پس از عبور از رودخانه کرخه در ۶ مهر ۱۳۵۹ وارد سوسنگرد شدند و این شهر را به اشغال خود درآوردند. در زمان حمله عراق مردم غیرنظامی سوسنگرد در شهر بودند و ارتش عراق برخی از وابستگان خود از اهالی سوسنگرد را به عنوان فرماندار و مسئولان دیگر شهر انتخاب کرد. به گفتهٔ برخی منابع فرمانده لشکر ۹ ارتش عراق تالی الدوری، ۵۸ نفر از مردم عرب دشت آزادگان را به دلیل عدم همکاری با ارتش عراق اعدام کرد.

## آزادسازی سوسنگرد
تیپ دوم لشکر ۹۲ اهواز به همراهی نیروهایی از سپاه پاسداران و گروه جنگ‌های نامنظم و پشتیبانی هوایی نیروی هوایی ارتش مأموریت یافتند که طی عملیاتی سوسنگرد را از محاصره خارج کنند. در صبح روز ۲۶ آبان‌ماه ۱۳۵۹ ولی‌الله فلاحی ریاست وقت ستاد مشترک ارتش همزمان با روشنایی هوا و آغاز عملیات به قرارگاه فرماندهی لشکر در نزدیکی سوسنگرد رفت تا چگونگی عملیات را کنترل و راهنمایی کند.
پس از آغاز عملیات، گروه جنگ‌های نامنظم با هدایت مصطفی چمران که مسئولیت محافظت از منطقه عقب تیپ دوم لشکر ۹۲ اهواز را به عهده داشتند، در روستای ابوحمیظه، واقع در ۵ کیلومتری جاده سوسنگرد موفق شدند چند دستگاه تانک عراقی را منهدم و نیروهای دشمن را از آنجا دور کنند و در نتیجه نیروهای عراقی در شمال غرب سوسنگرد به مواضع پدافندی خود در تپه االله‌اکبر و دهلاویه عقب‌نشینی کردند.